# Delfines FC
A Delfines Fútbol Club vagy Delfines del Carmen a Mexikó Campeche államában található Ciudad del Carmen város labdarúgócsapata volt, mely utoljára a másodosztályú bajnokságban szerepelt.

## Története
Ciudad del Carmenben korábban is működött már egy baseballegyüttes Delfines del Carmen néven, de 2012-ben megszületett az ugyanilyen nevű labdarúgóklub is. A másodosztályú bajnokságba a Toros Neza csapat megvásárlásával kerültek be, szereplésüket 2013 nyarán az Apertura bajnokságban kezdték meg. Első mérkőzésüket a Mérida ellen játszották, és hazai pályán 0–1-es vereséget szenvedtek.
2014-ben pénzügyi problémáik támadtak, a játékosok sem kapták meg fizetésüket, ezért május végén a klub megszűnt. A másodosztályú bajnokság így 15-ről 14 csapatosra csökkent.

## Stadion
A csapat másodosztályú szereplését 2013-ban az Estadio Delfínben kezdte meg, de még ugyanebben az évben megkapták az engedélyt a város északi részén, a tengerpart közelében egy új, modern stadion, az Estadio del Mar építésére, mely valamivel több mint 26 000 férőhelyes lesz.